# Altobello Melone
Altobello Melone est un peintre italien né à Crémone vers 1491 et mort dans cette même ville le 3 mai 1543. Selon l'historien d'art Roberto Longhi il est : 
« uno dei giovani più moderni ed audaci che contasse nei primi decenni del Cinquecento la pittura dell'Italia settentrionale ».
« un des peintres les plus modernes et audacieux qui comptent dans les premières décennies du XVIe siècle de la peinture de l'Italie septentrionale ».

## Vie et profil artistique
Melone naquit à Crémone autour de 1490. On sait peu de chose sur son apprentissage et ses premières années de labeur : sa première œuvre officiellement reconnue fut la peinture de fresques du Duomo (cathédrale) de Crémone en 1516.
Dans ses débuts, comme en témoignent sa Vierge et l'enfant avec saint Jean (à l'Académie Carrara de Bergame) et son Adoration de l'Enfant Jésus entouré de saints (au Kunsthaus de Zurich) datée autour de 1510, Melone était à la recherche de son style, et subissait à la fois les influences de ses racines vénitiennes, ainsi que celles de Léonard de Vinci et de Bramante.
Il devint un disciple attentif d'Il Romanino, comme en témoigne sa Lamentation sur le Christ mort  (Compianto su Cristo morto) datée de 1512 et conservée à la pinacothèque de Brera. Ce tableau fut probablement destiné à la décoration de l'église  San Lorenzo  de Brescia.
La convergence des styles de Melone et du Romanino fut telle au cours de la deuxième décennie du Cinquecento que l'écrivain Marcantonio Michiel cita  Melone dans ses Notizie comme « un disciple d'Armanin ». Il devint même difficile de différencier les œuvres de l'élève de celles du maître, comme en témoigne pendant cette  période la Transfiguration (au Szépmüvészeti Museum) et Les Amants (à la Gemäldegalerie de Dresde). Dans ce dernier tableau (dont Melone fit d'ailleurs plusieurs copies) son style s'éloigne radicalement du style et de la poésie du Titien. Comme l'a dit Mina Gregori : « À Venise, on rechercherait en vain ce mélange inextricable de misère et de noblesse que reflêtent ce bohème mélancolique et sa compagne ».

## Portrait d'un gentilhomme

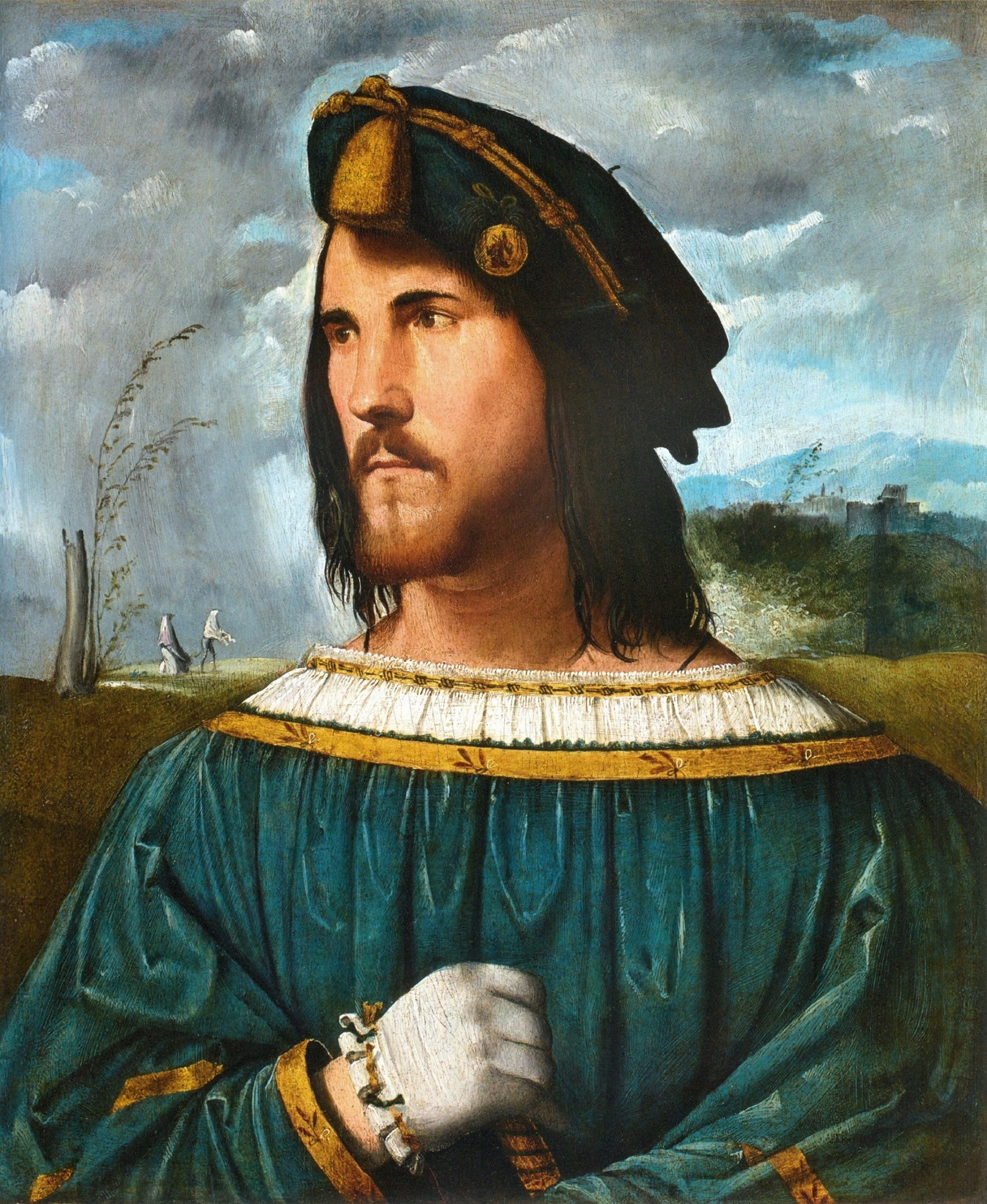
Portrait d'un gentilhomme
(Cesare Borgia), 1513
Académie Carrara, Bergame

À cette période particulièrement fertile appartient l'œuvre la plus connue de Melone : le Portrait d'un gentilhomme, longtemps appelé aussi Portrait de César Borgia. L'œuvre, datée d'environ 1515, conservée à l'académie Carrara de Bergame, est frappante tant par le sujet que par le fond :
- le sujet :  un homme jeune, épaules de face,  regarde fixement vers sa droite, à l'extérieur du cadre. Son cou musculeux sortant du col bas d'une chemise brodée qui dégage le haut du torse, son nez cassé, ses yeux noirs au regard exaspéré, vindicatif et passionné lui composent une physionomie qui pourrait correspondre à celle de César Borgia. Seuls obstacles : le modèle semble à l'évidence âgé de 25 ans au plus et être dans la force de sa jeunesse, et le tableau parait avoir été peint autour de 1513, alors que César Borgia, usé par une vie agitée, était mort en 1507. Mais il est possible que Melone ait voulu peindre un Portrait de César Borgia à 25 ans.
La main droite du jeune homme, petite, gainée dans un gant de chevreau blanc serré au poignet par un lac doré, est crispée sur son sternum, comme s'il avait couru pour se mettre à l'abri de l'orage dépeint en arrière fond. Le poing serre le pommeau d'une épée (qu'on ne voit pas sur la photo du tableau, photo de plus affectée d'une dominante rougeâtre...). Ses cheveux noirs sont mouillés, du moins les pointes qui touchent ses épaules et ne sont pas protégées par son élégant béret de velours vert foncé, orné sur le front d'un floc de fils d'or, et sur le côté d'une médaille d'or.

- le fond : un terrible orage « à la Giorgione » balaye le fond du tableau, derrière l'homme, de sa droite à sa gauche. Sur fond de nuées bleuâtres, les branches issues d'un tronc d'arbre creux (réminiscence de la Tentation de saint Antoine de Joachim Patinier ?) s'inclinent  sous la bourrasque qui chasse devant elle deux personnages : une femme moulée dans ses jupes plaquées à son corps par l'ondée, et son compagnon, sabre au côté, qui se protège de son mieux  avec un manteau dont les pans volent à l'horizontale devant lui. À droite du tableau, un paysage qui semble inspiré de Jérôme Bosch : des vagues se brisent sur des blocs de rocher, à la base d'une falaise surmontée par un bâtiment tassé sur lui-même au pied d'un arbre échevelé. Peut-être s'agit-il d'une allégorie : L'Intelligence et le Sens moral fuyant devant l'Ouragan des passions ?

Autre preuve du talent de portraitiste de Melone : son Portrait de dame (1510 ou 1515, à la  Pinacothèque de Brera) : devant la citadelle de Brescia, pose une noble dame mélancolique, au collier fait de tortils de diverses couleurs.
1515 et 1518 sont deux dates importantes dans la carrière de Melone : il travailla à cette époque aux fresques de La vie du Christ sur les murs Duomo de Crémone.
Dans ce « temple de la peinture padouane », il est commissionné entre décembre 1516 et 1518 aux fresques de la nef centrale, et son contrat  exige même que ses fresques soient plus belles que celles de son prédécesseur Boccaccio Boccaccino, et que celles de son concurrent Giovanni Francesco Bembo.
Melone utilisera dans ses sept fresques le langage anticlassique et expressionniste qu'il a hérité du Romanino. La tendance transgessive du peintre apparaît en particulier dans Le Massacre des innocents, où l'exaspération de la gestuelle et la distorsion des visages font penser à Albrecht Dürer et à Altdorfer. Son style choque les commanditaires des fresques, au point qu'ils demandent (en 1517) au Romanino de cautionner cette œuvre de son disciple - puis même de prendre sa suite.
Cette touche grotesque, étonnante dans des œuvres sacrées, se retrouve par la suite dans d'autres œuvres de Melone, comme Sur le chemin d'Emmaus (National Gallery de Londres), ou  le Voyage de sainte Hélène à Jérusalem à la recherche de la Vraie Croix (Collection Privée).
Plus tard, Melone atténuera cette tendance, et évoluera, dans le courant de la nouvelle tendance maniériste des peintres crémonais (Giulio Campi, Camillo Boccaccino), vers le langage plus attendri du Lotto ou du Corrège.
Son style fusionne alors celui de l'école lombarde au maniérisme.

## Œuvres

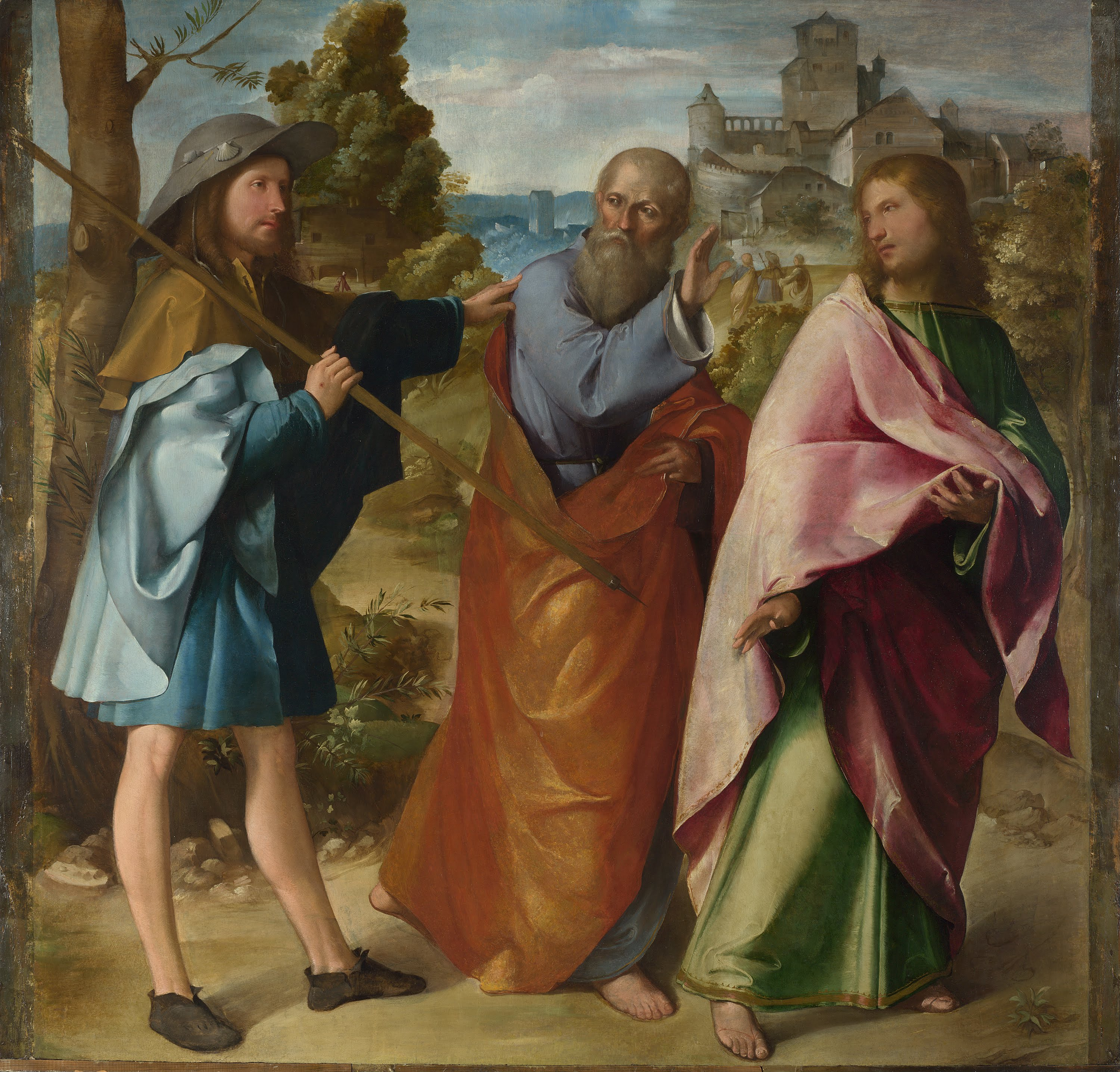
Sur la route d'Emmaüs
1516-1517
National Gallery de Londres

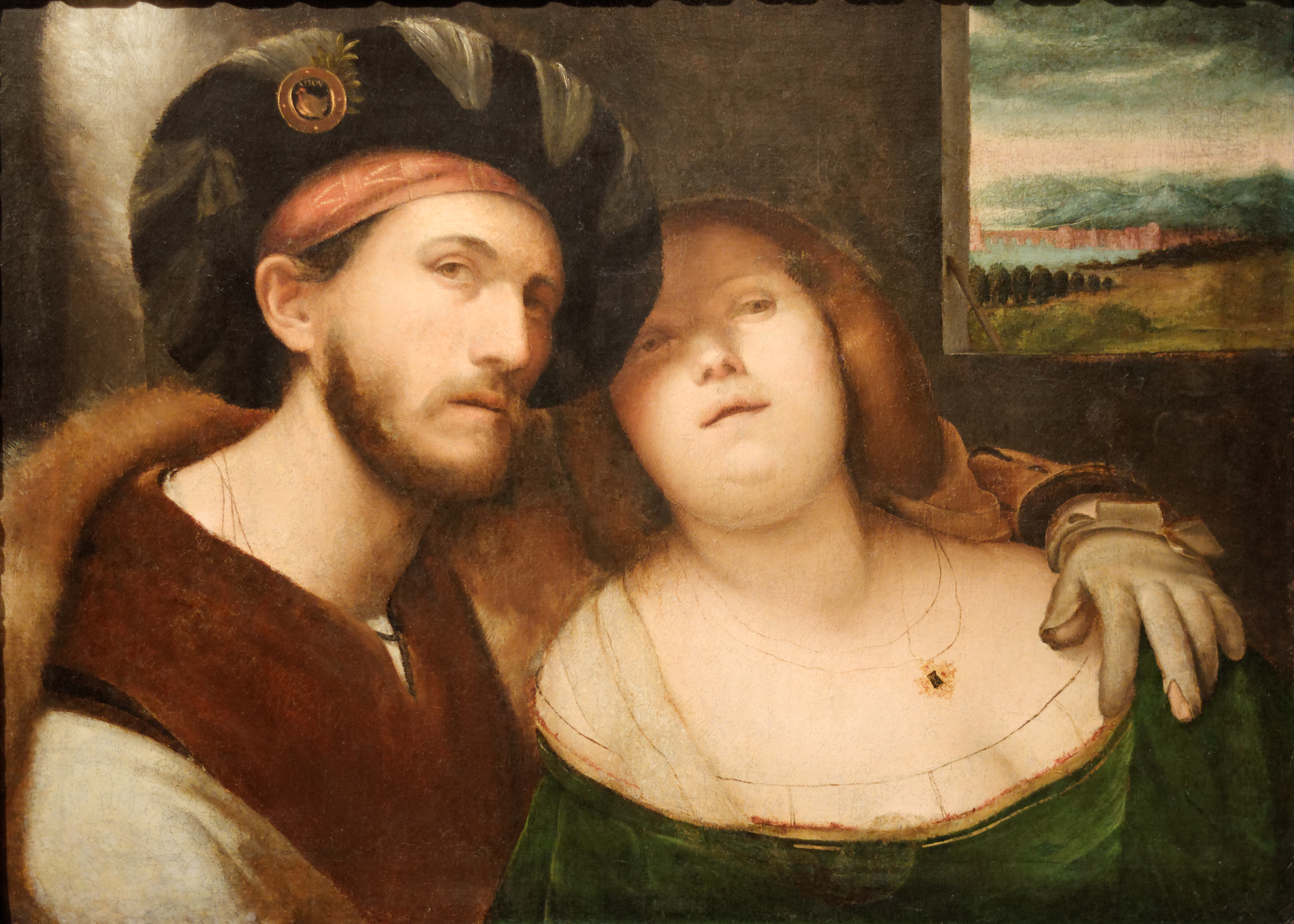
Couple d'amants
Musée des beaux-arts de Budapest

- Vierge à l'Enfant avec le petit saint Jean, huile sur toile, Bergame, Académie Carrara, (1510)
- Adoration de l'Enfant et des saints, huile sur toile, en dépôt au Kunsthaus de Zurich, (1510)
- Vierge à l'Enfant, tempera et huile sur toile, Milan, Pinacothèque Ambrosienne, (1511)
- Déploration du Christ mort, huile sur toile, Milan, Pinacothèque de Brera, (1512)
- Transfiguration, huile sur toile, Musée des beaux-arts de Budapest
- Portrait d'un gentilhomme (Cesare Borgia), Bergame, Académie Carrara, (1513)
- Couple d'amants, huile sur toile, Dresde, Gemäldegalerie Alte Meister
- Couple d'amants, huile transposée sur toile, Musée des beaux-arts de Budapest
- Adoration de l'Enfant, huile sur toile, Crémone, musée Berenziano[1], (1512-1514)
- Portrait de dame, huile sur toile, Milan, Pinacothèque de Brera, (1510-1515)
- Déploration sur le Christ mort, huile sur toile,  Milan, Musée Diocésain[2]
- Le Christ portant sa Croix, huile sur toile, Londres,  National Gallery, (1515)
- Pietà, huile sur toile, Brescia, pinacothèque Tosio Martinengo
- Sur la route d'Emmaüs, huile sur toile, Londres,  National Gallery, (1516-1517)
- Le Voyage de sainte Hélène (recto) et Jérusalem à la recherche de la sainte Croix (verso), tempera sur tableau, collection privée
- Fresques : Fuite en Égypte, Massacre des Innocents, Cène, Le Lavement des pieds, Agonie au jardin , L'Arrestation du Christ, Jésus devant Caïphe, Dôme de Crémone, (1516-1518)
- Adoration des bergers, fresque prélevée, Milan, Pinacothèque de Brera, (1518)
- Résurrection, huile sur toile, collection privée (1517)
- Simonino de Trente, huile sur toile, Trente, Château du Bon-Conseil, (1521)
- Vierge à l'Enfant, Bergame, Académie Carrara, (1520-1522)
- Vierge à l'Enfant, le petit saint Jean et saint Nicolas, huile sur toile, Crémone, Museo Civico Ala Ponzone
- Groupe de personnages, 2 panneaux de bois peints de l'atelier de Melone, conservés au musée des beaux-arts de Chambéry, France